# Vendas Novas
Vendas Novas község és település Portugáliában, Évora kerületben. A település területe 222,39 négyzetkilométer.
Vendas Novas lakossága 11846 fő volt a 2011-es adatok alapján. A településen a népsűrűség 53 fő/ négyzetkilométer. A település jelenlegi vezetője José Figueira. Vendas novas városban 10235 fő lakik.
A település napja minden év szeptember 7-ére esik.
A község a következő településeket foglalja magába, melyek:
- Landeira
- Vendas Novas

## Fordítás
Ez a szócikk részben vagy egészben  a   Vendas Novas című angol Wikipédia-szócikk ezen változatának fordításán alapul.  Az eredeti cikk szerkesztőit annak laptörténete sorolja fel. Ez a jelzés csupán a megfogalmazás eredetét és a szerzői jogokat jelzi, nem szolgál a cikkben szereplő információk forrásmegjelöléseként.